# منتخب سلوفينيا تحت 21 سنة لكرة القدم
منتخب سلوفينيا تحت 21 سنة لكرة القدم هو الممثل الرسمي لـ سلوفينيا في بطولات كرة القدم تحت 21 سنة. يشارك الفريق في بطولة أوروبا تحت 21 لكرة القدم التي تقام كل عامين.